# Kolorowe rewolucje

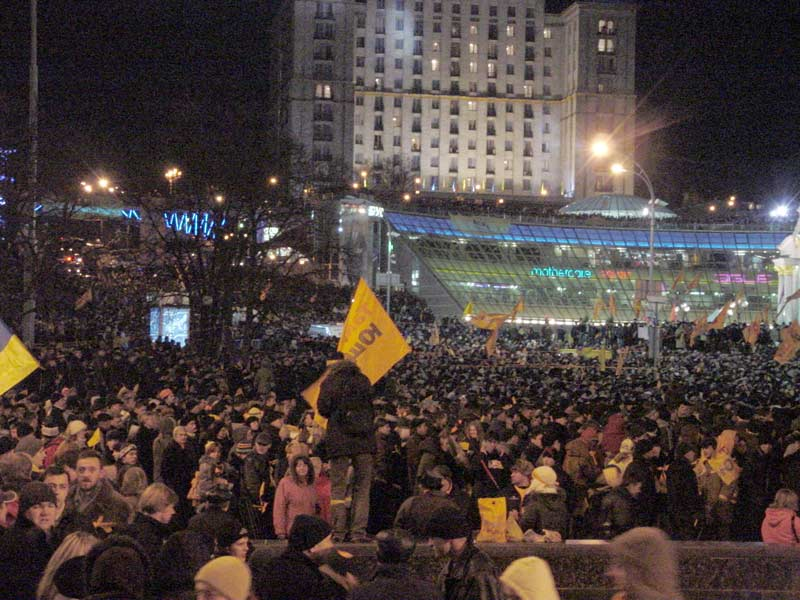
Protesty w Kijowie na Placu Wolności w 2004 roku - pomarańczowa rewolucja

Kolorowe rewolucje, aksamitne rewolucje, rewolucje wyborcze – ruchy społeczeństwa w danych krajach, w efekcie których dochodzi do przemian społeczno-politycznych. Są postrzegane jako oddolne inicjatywy obywateli, mające swoich liderów.  
Tego typu wydarzenia na terenie byłego Związku Radzieckiego określa się również mianem czwartej fali demokratyzacji, nawiązując do przedstawionej przez amerykańskiego politologa Samuela P. Huntingtona „trzeciej fali demokratyzacji” (1974-1991). 

## Rewolucje
- Żółta rewolucja (rewolucja różańcowa, rewolucja siły ludu) - pokojowy przewrót w Filipinach w 1986 r., który obalił dyktaturę Ferdinanda Marcosa. Z powodu narastającej korupcji i coraz większej skali łamania praw człowieka doszło do wystąpień społecznych i strajków.
- Aksamitna rewolucja – pokojowe przejęcie władzy przez opozycję w komunistycznej Czechosłowacji w 1989 roku[1].
- Rewolucja buldożerów – pokojowe protesty w Federalnej Republice Jugosławii z 2000 roku. Manifestacje wybuchły po nieuznaniu przez Slobodana Miloševicia wyników wyborów prezydenckich. Nazwa protestów pochodzi od buldożerów, które miały przełamać blokady i barykady blokujące przejazd pojazdów wypełnionych opozycjonistami. Pomimo zaliczenia tych protestów do kolorowych, nazwa nie ma koloru w nazwie[4][5].
- Rewolucja róż – pokojowe protesty, które 23 listopada 2003 roku doprowadziły w Gruzji do ustąpienia prezydenta Eduarda Szewardnadze i zastąpienia go przez prozachodniego reformatora Michaiła Saakaszwilego[6]. Nazwa wzięła się od kwiatów, które trzymali w dłoniach zwolennicy opozycji[7].
- Purpurowa rewolucja – określenie wydarzeń, które miały miejsce w Iraku po obaleniu dyktatury Saddama Husajna. Określenie „purpurowa” pochodzi od koloru tuszu, jaki pozostawał na kciukach Irakijczyków jako dowód iż brali oni udział w pierwszych demokratycznych wyborach parlamentarnych w Iraku w 2005 roku[8].
- Pomarańczowa rewolucja – protesty po wyborach prezydenckich na Ukrainie w listopadzie 2004 roku, w których w II turze zwyciężył Wiktor Janukowicz, uzyskując 52% głosów. Wyniki wyborów zostały zakwestionowane[9]. Po masowych protestach, 26 grudnia 2004 roku powtórzono drugą turę wyborów prezydenckich. Wybory wygrał Wiktor Juszczenko[10]. Nazwa została nadana od pomarańczowego koloru, który był symbolem sztabu wyborczego Wiktora Juszczenki[11].
- Cedrowa rewolucja – masowe demonstracje w Libanie (głównie w Bejrucie) po zamachu przeprowadzonym 14 lutego 2005, w którym zamordowano byłego premiera Libanu Rafiqa Hariri. 19 lipca 2005 władzę objął nowy rząd, którego premierem został Fouad Siniora, co stało się zwieńczeniem „cedrowej rewolucji”. Liban stał się ponownie, po niemal 30 latach syryjskiej okupacji, w pełni wolnym państwem. Był to pierwszy w świecie arabskim masowy ruch demokratyczny. Nazwa pochodzi od drzewa cedrowego, które jest symbolem Libanu[12].
- Tulipanowa rewolucja (również znana jako migdałowa rewolucja[13]) – wydarzenia z marca 2005, które nastąpiły w wyniku protestu kirgiskiej opozycji. Skutkiem było obalenie prezydenta Askara Akajewa. W wyniku wyborów prezydenckich z lipca 2005 roku, następcą Akajewa został Kurmanbek Bakijew[14]. Pochodzenie nazwy protestu nie jest do końca znane. Przyjmuje się, że nazwa wzięła się od znaku graficznego ruchu młodzieżowego Birge, przedstawiającego biały tulipan na czarnym tle[15], bądź od kwitnących na wiosnę tulipanów[13].
- Niebieska rewolucja – nazwa przemiany społecznej w Kuwejcie po manifestacji sufrażystek w marcu 2005, które domagały się praw wyborczych. W maju 2005 rząd przystąpił na żądania kobiet. Nazwa wzięła się od kolorów używanych przez kobiety w demonstracjach[16][17].
- Dżinsowa rewolucja – wydarzenia, które miały miejsce na Białorusi w marcu 2006, w kontekście wyborów prezydenckich 2006. Termin został wymyślony, gdy jeden z przywódców ruchu młodzieżowego Żubr, Mikita Sasim, ogłosił swoją dżinsową koszulę, flagą protestów przeciwko Alaksandrowi Łukaszence. Wystąpienia społeczne nie przyniosły zmian na białoruskiej scenie politycznej[18].
- Szafranowa rewolucja – wystąpienia społeczne w Mjanmie trwające od 15 sierpnia do 30 września 2007 roku[19]. Organizatorami manifestacji są mnisi buddyjscy i birmańska inteligencja domagający się zaprowadzenia w kraju demokracji, poszanowania wolności religijnej oraz sprzeciwiający się wzrostom cen gazu i łamaniu praw człowieka przez władzę[20]. Wystąpienia nie zakończyły się obaleniem rządu[21].
- Zielona rewolucja – protesty i zamieszki uliczne w Iranie po wyborach prezydenckich z 12 czerwca 2009. Organizatorami protestów byli zwolennicy opozycji, popierający głównie Mir-Hosejna Musawiego, który według oficjalnych wyników przegrał wybory z urzędującym prezydentem Mahmudem Ahmadineżadem. Zwolennicy opozycji zarzucili władzy sfałszowanie wyników głosowania i w proteście wyszli na ulice miast. Nazwa wzięła się od zielonego koloru w kampanii wyborczej oraz demonstracjach przez zwolenników Musawiego i Irański Zielony Ruch. Jednakże skutkiem protestów nie była zmiana władzy w Iranie[22].
- Jaśminowa rewolucja – protesty mieszkańców Tunezji na przełomie 2010 i 2011 o charakterze społeczno-politycznym przeciwko złej sytuacji gospodarczej w kraju, bezrobociu, braku swobód obywatelskich i długoletniej władzy prezydenta Zin Al-Abidina Ben Alego. W ich rezultacie prezydent zrzekł się władzy i opuścił kraj[22][23].

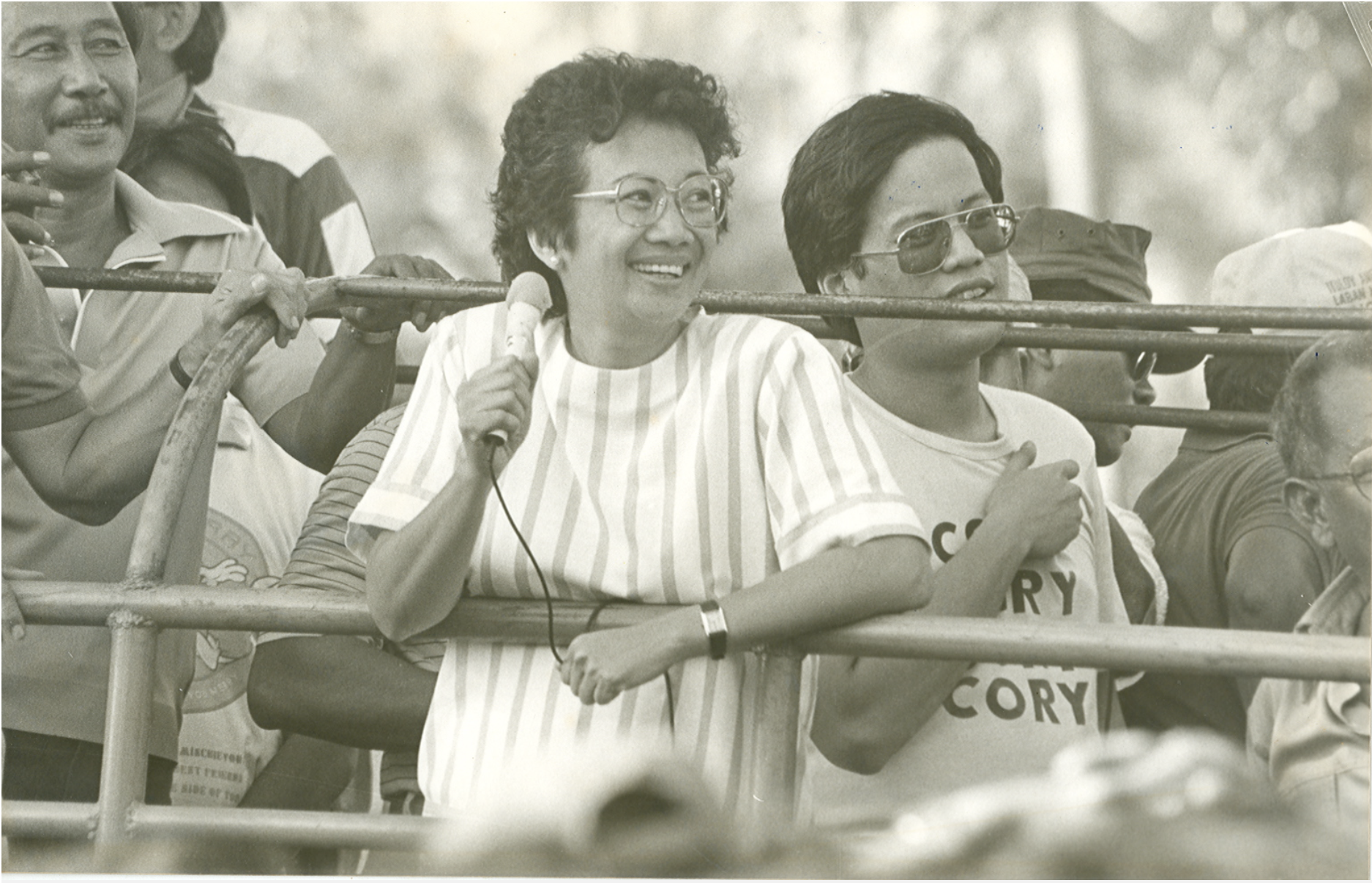
Żółta rewolucja
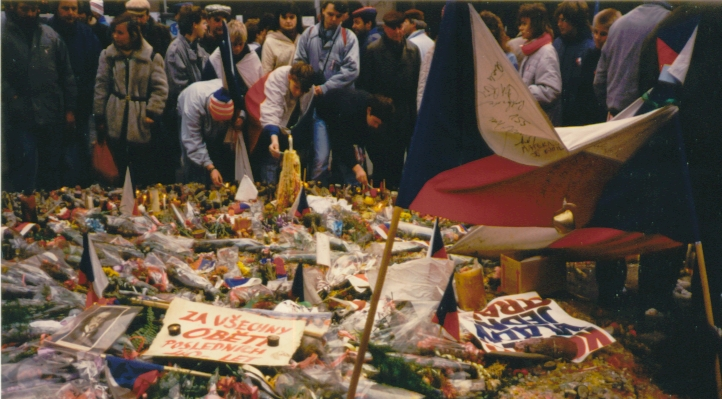
Aksamitna rewolucja
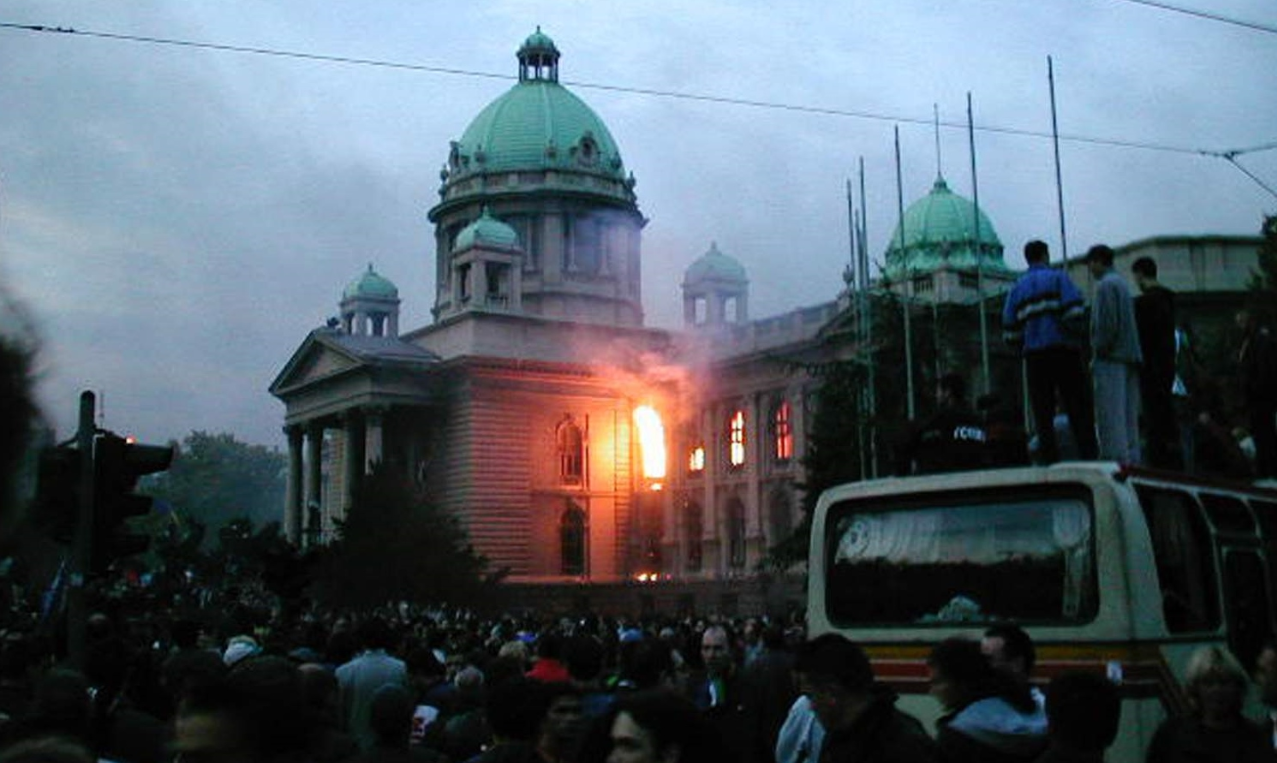
Rewolucja buldożerów
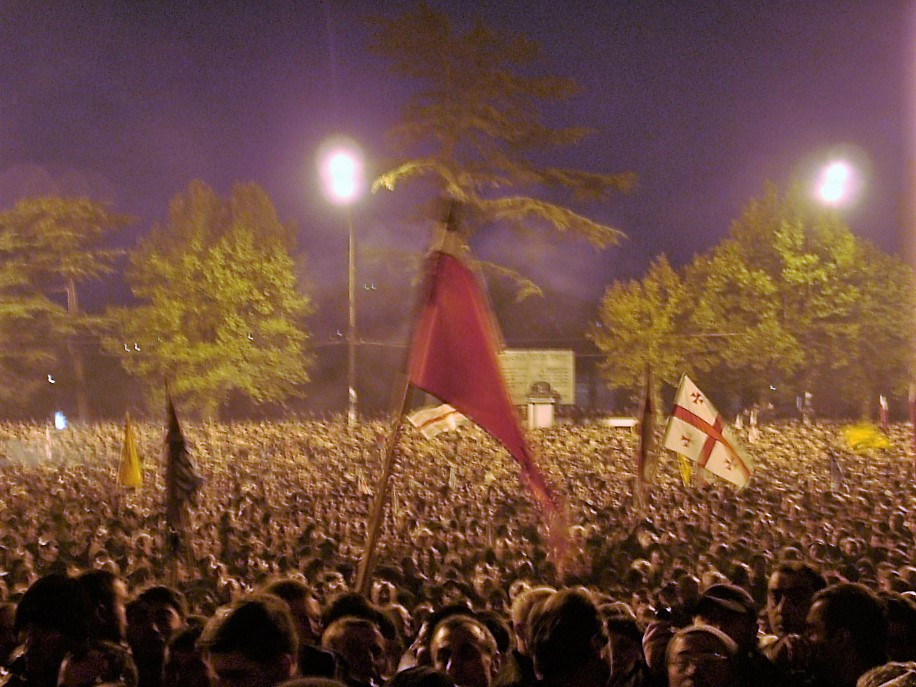
Rewolucja róż
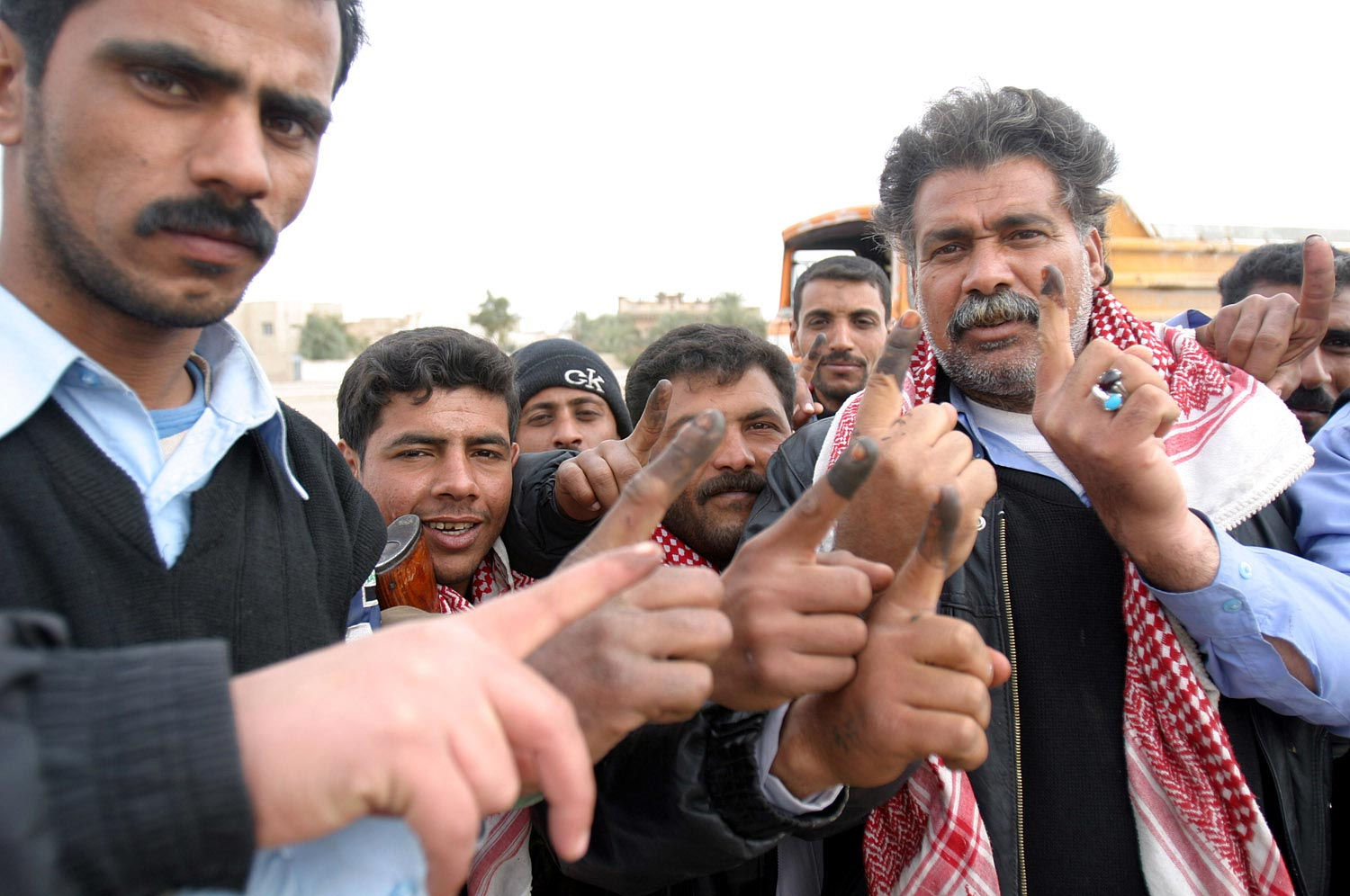
Purpurowa rewolucja
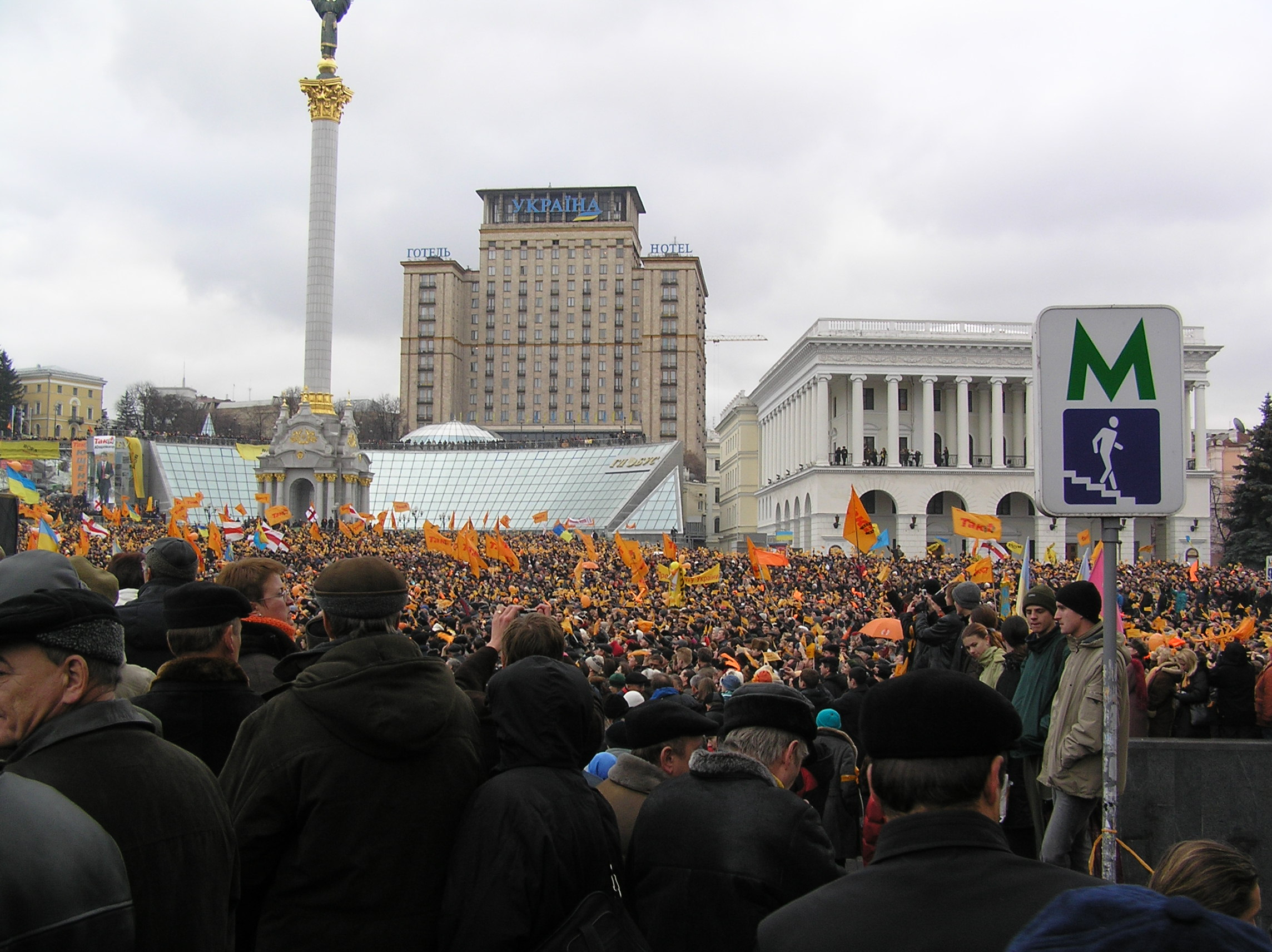
Pomarańczowa rewolucja
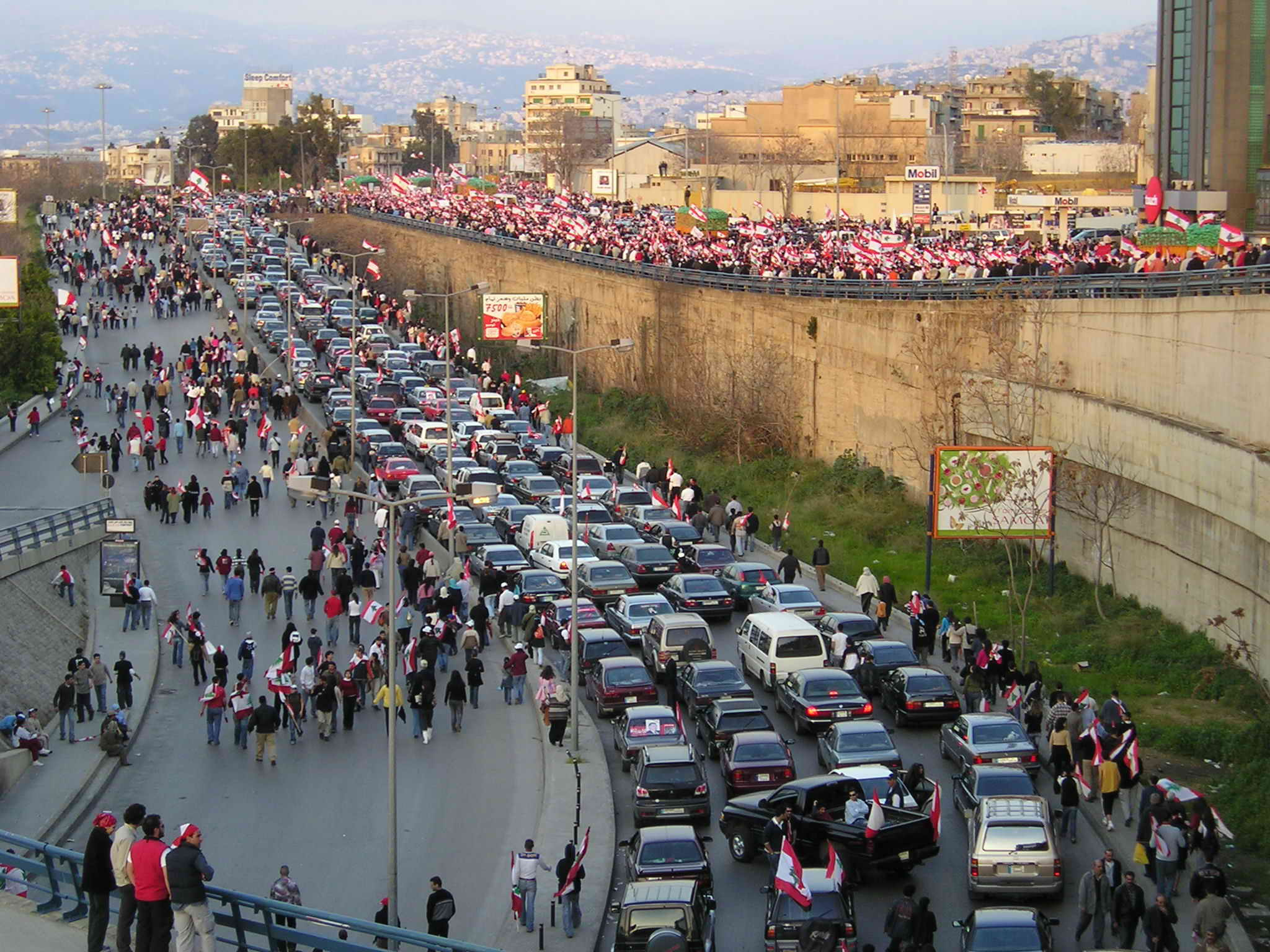
Cedrowa rewolucja
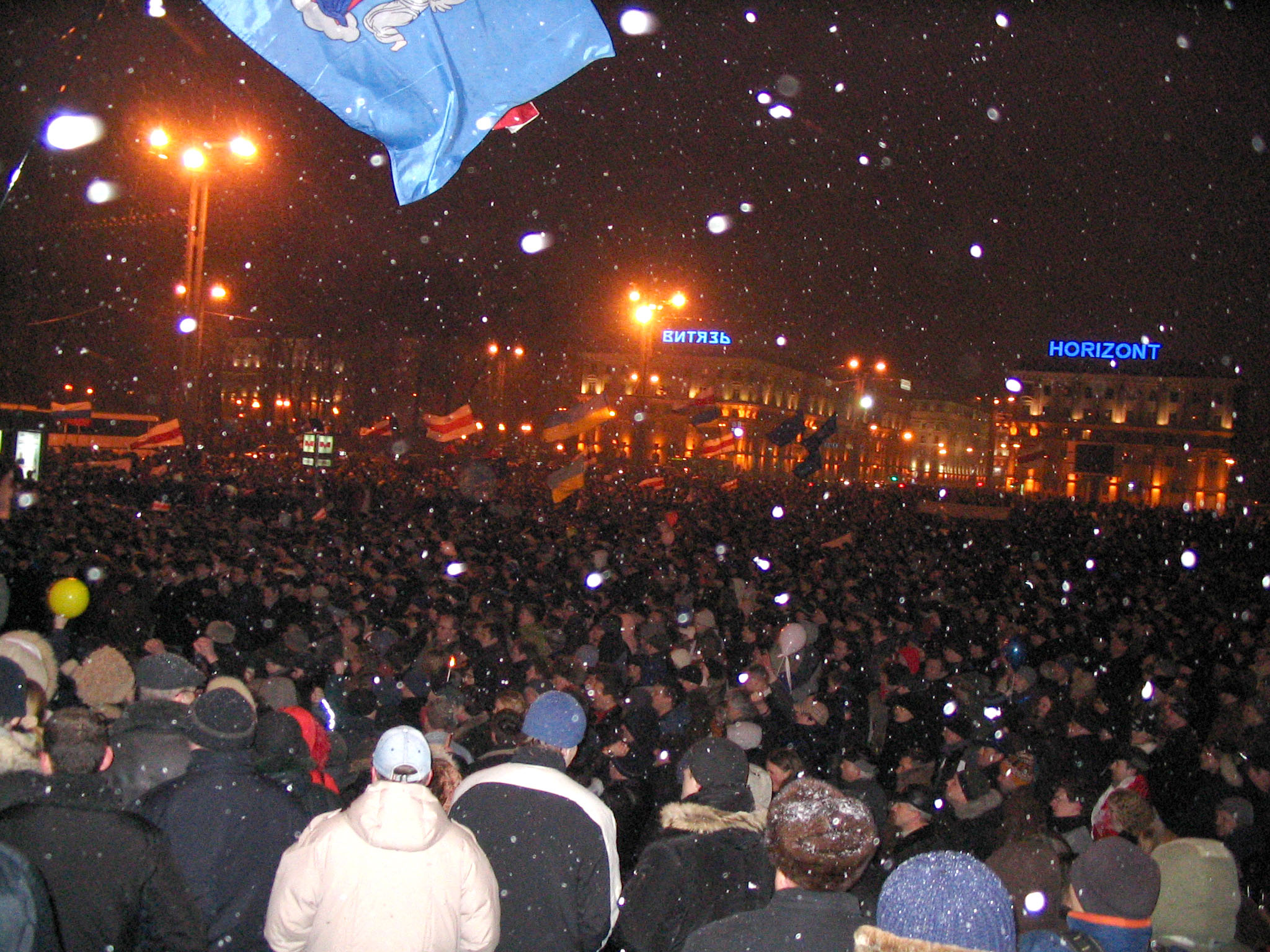
Dżinsowa rewolucja
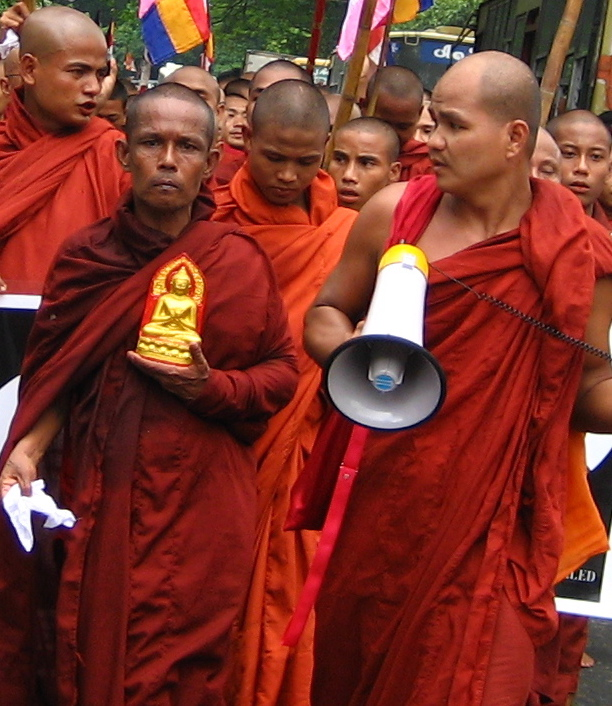
Szafranowa rewolucja
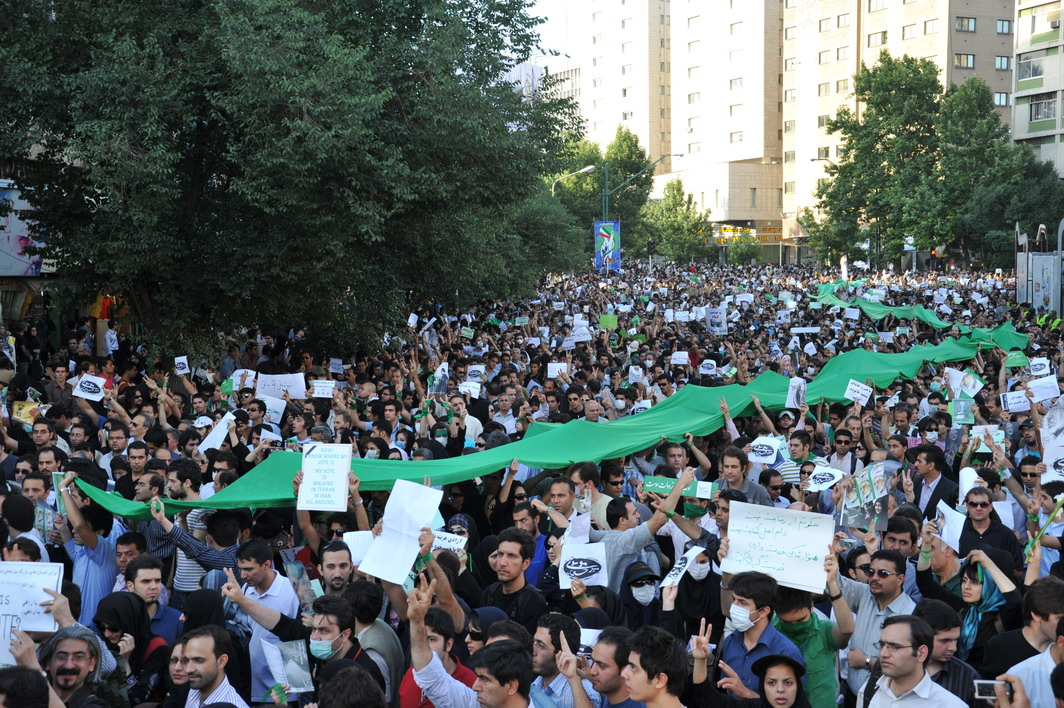
Zielona rewolucja
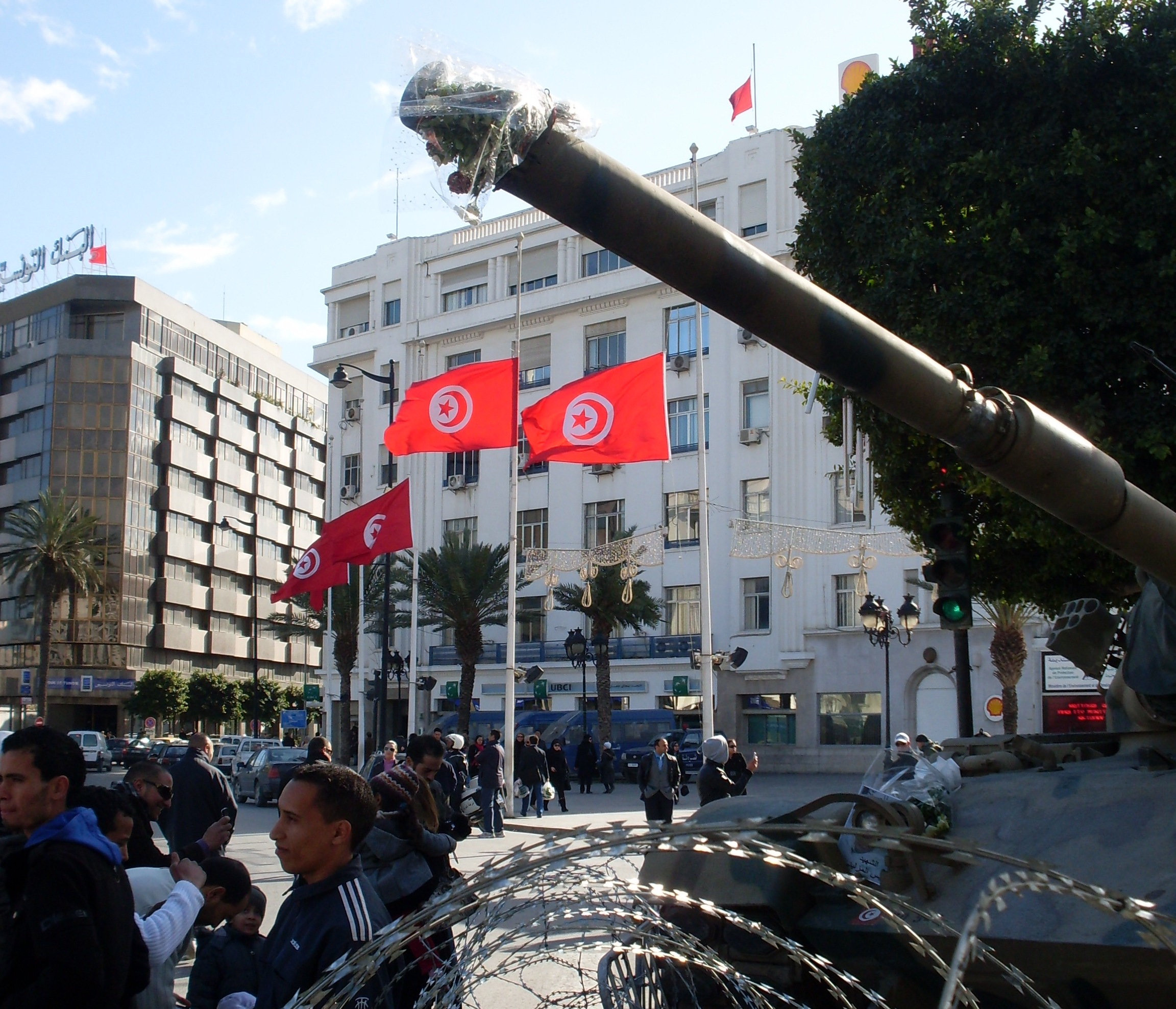
Jaśminowa rewolucja